# Immeuble au 55, boulevard Rodocanachi à Marseille
L'immeuble situé au no 55 du boulevard Rodocanachi à Marseille est un immeuble dont les façades et les toitures sont inscrites au titre des monuments historiques. Il est situé dans le 8e arrondissement de Marseille, en France.

## Localisation
L'immeuble est situé dans le 8e arrondissement de Marseille sur le boulevard Rodocanachi.

## Description
L'immeuble est de style néo-classique.

## Histoire
Les façades et les toitures font l'objet d'une inscription au titre des monuments historiques depuis le 30 décembre 1980.